# シカゴ・マーカンタイル取引所
シカゴ・マーカンタイル取引所（シカゴ・マーカンタイルとりひきじょ、英: Chicago Mercantile Exchange、略称：CME または"The Merc"、NASDAQ: CME）は、アメリカ合衆国シカゴにあるデリバティブ取引所で、総合取引所として金融商品もコモディティも扱う。なお、mercantile exchange とは「商品取引」という意味であるが、シカゴ商品取引所（略号：CBOT）との区別の必要性などから習慣的に表題のような訳語が採用される。シカゴ商業取引所とも訳される。

## 沿革
1898年に、シカゴ・バター・卵取引所(英: Chicago Butter and Egg Board)としてシカゴ商品取引所から独立し、1919年にシカゴ・マーカンタイル取引所に改組した。1960年代まで扱われていた先物は商品先物取引だった。
1970年代にレオ・メラメド（Leo Melamed）によって大胆な改革が行なわれ、金融先物取引をはじめとしたデリバティブ商品の上場に積極的に取り組んだ。1971年12月に国際金融市場 (英: International Monetary Market、IMM) という金融先物を扱う部署を作り、1972年5月16日に外国為替先物取引が上場し、1975年に金利先物取引が上場し、1981年に金利先物取引の1つとしてユーロダラー先物が上場し、1982年に株価指数先物取引が上場し、CBOTの方では1982年に国債先物取引が上場した。IMM という部署は1986年に廃止されシカゴ・マーカンタイル取引所本体に吸収されたが、当時の名残でシカゴ・マーカンタイル取引所関連の用語には IMM と付く物が残っている。IMM の外国為替先物関連は外国為替先物取引も参照。
元々は非営利の民間組織であったが、2000年11月に株式会社化され、2002年12月に株式公開。2007年7月にシカゴ・マーカンタイル取引所（略号：CME）によるシカゴ商品取引所（同：CBOT）の買収が決まり、CME Group Inc.の子会社となった。2008年8月18日には、ニューヨーク・マーカンタイル取引所（NYMEX）との経営統合が株主総会で承認可決され、同取引所はCME Group Inc.の傘下となった。同時にニューヨーク・マーカンタイル取引所（NYMEX）傘下のニューヨーク商品取引所（COMEX）もCMEグループ傘下となった。
現在ではその取引量は世界最大規模である。日経平均先物も1日23時間取り扱っており、日本国内の投資家の注目も高い。2021年から日本の電力デリバティブも扱っている。

## 取り扱い商品
以下のものの先物取引及びオプション取引を扱っている。括弧内はCMEグループ内の取引所名。
- 株価指数（CME Globex（英語版））[7]
- 外国為替（CME Globex）[8]
- 暗号通貨（CME Globex）[9]
- 天候（CME Globex）[10]
- エネルギー（略号：NYMEX）[11]
- 電力（NYMEX）[12]
- 金属（COMEX）[13]
- 農産物・畜産物（CBOT）[14]
- 不動産（CBOT）[15]
- 金利（CBOT）[16]

## 取引時間
取引時間は、例外もあるが、東部標準時の日曜日〜金曜日の18:00～翌17:00が基本。毎日1時間の中断がある。日本標準時では、夏時間は月曜日7:00～土曜日6:00、冬時間は月曜日8:00～土曜日7:00。祝日は取引時間が短くなる。
中断時間はニューヨーク証券取引所やNASDAQの取引時間の最中である。金曜日の取引終了時刻17:00はニューヨーク証券取引所およびNASDAQの取引終了時刻20:00よりも早い。